# Domiziana Giordano
Domiziana Giordano (Roma, 4 de Setembro de 1959) é uma atriz e artista italiana.

## Biografia
Nasceu em Roma em 4 de Setembro de 1959. Começou a estudar na Faculdade de Arquitectura, que abandonou pouco tempo depois para ir matricular-se na Accademia d'arte drammatica Silvio d'Amico no Stella Adler Studio de Nova Iorque e na New York Film Academy para estudar arte dramática e direção de cinema.
O seu successo chegou com o filme  Amici miei atto II de Mario Monicelli (1982) e no ano seguinte com Nostalghia de Andrej Tarkovskij. Em 1987, interpreta o papel de uma paciente esquizofrénica em Strana è la vita de Giuseppe Bertolucci, trabalhando junto com Diego Abatantuono e Monica Guerritore. Três anos depois, trabalhou com Alain Delon em Nouvelle Vague de Jean-Luc Godard.
Em 1994, interpreta a personagem de Madleine em Entrevista com o Vampiro de Neil Jordan, onde trabalhou ao lado de Tom Cruise, Brad Pitt e Antonio Banderas. Ao mesmo tempo, envolveu-se também na arte fotográfica e figurativa-informática e em 1998 abriu um site como videoartista. Neste site, ela publicou também poesias e contos. É de 2000 a sua primeira amostra no site, colaborando com o artista alemão Reiner Stresser. 
Em 2003 recitou em Quaderno della spesa de Tonino Cervi. É de 2004 a sua primeira amostra pública em Trieste. Em 2006 participou como cast ao reality show L'isola dei famosi IV do segundo canal da RAI. Desde 2007 colabora com a revista online Nova de Il Sole 24 Ore.

## Carreira

### Cinema
- 1983: Amici miei atto II direção de Mario Monicelli (Eugenia)
- 1983: Nostalghia direção de Andrej Tarkovskij (Noemi)
- 1984: Bakom jalusin direção de Stig Björkman (Helene Azar)
- 1985: Zina direção de Ian McKellen (Zina Bronstein)
- 1987: Strana la vita direção de Giuseppe Bertolucci (Silvia)
- 1989: Normality direção de Cecilia Miniucchi (Lucia)
- 1990: Nouvelle vague direção de Jean-Luc Godard (Elena Torlato-Favrini)
- 1994: Entrevista com o Vampiro direção de Neil Jordan (Madeleine)
- 1994: Mario und der Zauberer direção de Klaus Maria Brandauer (Princesa)
- 1997: Finalmente soli direção de Umberto Marino (Irene)
- 2000: Canone inverso - Making love direção de Ricky Tognazzi, Condesa Blau
- 2003: Il quaderno della spesa direção de Tonino Cervi (Armida)

### Televisão
- 1992: As Aventuras do Jovem Indiana Jones produção da Lucasfilm de George Lucas, 2ª temporada, episódio 19: Paris, outubro de 1916, (Mata Hari)
- 1995: La famiglia Ricordi, mini série de televisão
- 1995: Machinations, telefilm (Elisabeth Stadler)
- 2006: L'isola dei famosi (Reality show)